# Diviziunea de recensământ 18, Alberta
Diviziunea de recensământ din provincia canadiană Alberta cuprinde:
- Cities (Orașe)

- Towns (Localități urbane)
  - Fox Creek
  - Grande Cache
  - Valleyview

- Villages (Sate)

- Summer villages (Sate de vacanță)

- Municipal districts (Districte municipale)
  - Greenview No. 16, M.D. of
- Improvement districts (Teritorii neîncorporate)

- Indian reserves (Rezervații indiene)
  - Sturgeon Lake 154
  - Sturgeon Lake 154A